# Biotropika Ultra Trail
Biotropika Ultra Trail (BUT) — российский сверхмарафон на выбывание. Входит в общий зачёт международной серии Backyard ultra.

## Описание
Забег впервые был проведён 30 июля 2022 года в посёлке Коробицыно Ленинградской области на территории горнолыжного курорта. Организатор — Николай Котенков, установивший мировой рекорд в марафонском забеге задом наперед по беговой дорожке, создатель клуба «Спортивные предприниматели» и компании «РосКедр».
Правила забега аналогичны установленным в серии Backyard ultra: участники бегают по кругу длиной 6,7 км, кто не успевает преодолеть дистанцию за 1 час — выбывает. Каждый час начинается новый старт до тех пор, пока не останется один победитель.
Участники разделены на 4 категории: мужчины до 39 лет, мужчины-ветераны, женщины до 39 лет и женщины-ветераны. 
Все участники, пробежавшие более 30 кругов, получают звание мастер BUTMAN и памятные статуэтки. Все участники, преодолевшие 60 кругов, становятся гранд-мастерами BUTMAN. 

## Результаты

### BUT 2022
Забег проходил с 30 июля по 1 августа 2022 года. Абсолютным чемпионом стал Василий Корыткин (чемпион России по суточному бегу 2021 года), который пробежал 46 кругов. Среди женщин лучший результат показала Ирина Масанова (чемпионка России по суточному бегу 2017 года), пробежавшая 45 кругов. Оба результата стали новыми рекордами России в данной дисциплине. Всего в забеге приняли участие 148 спортсменов.
Лидеры общего зачёта:
1. Василий Корыткин — 46 кругов (308,476 км)
2. Ирина Масанова — 45 кругов (301,77 км)
3. Алексей Белоусов — 38 кругов (254,828 км)[10]

### BUT 2023
Забег стартовал 29 июля 2023 года. На старт вышло 213 участников. Победителем стал чемпион прошлого года Василий Корыткин, который пробежал 42 круга.

### BUT 2024
27 июля 2024 стартовал очередной забег Biotropika Ultra Trail. Абсолютным победителем стал Ильдар Камалетдинов, преодолевший 81круг. Это новый рекорд России. 

### BUT 2025
26 июля 2025 запланирован новый старт Biotropika Ultra Trail. 